# Steven Hayes
Steven C. Hayes (12 augustus 1948) is een Amerikaans psycholoog en hoogleraar aan de University of Nevada te Reno, departement psychologie. Hij is mee de grondlegger van de Relational Frame Theory (RFT) en Acceptance and commitment therapy (ACT).

## Biografie en inzichten
Hayes is van oorsprong opgeleid in de gedragsanalyse, een behavioristische stroming binnen de psychologie die sterk beïnvloed is door Burrhus F. Skinner. Hij was onder ander betrokken bij het gedragsanalytisch onderzoek van Jacob R. Kantor (1888-1984). Hoewel het behaviorisme op de achtergrond raakte in de cognitieve revolutie, ging een groep onderzoekers toch ononderbroken door. Langzaam maar zeker kwamen er nieuwe ontwikkelingen. Zo ontwikkelde Hayes samen met Dermot Barnes-Holmes en een aantal anderen de Relational Frame Theory (RFT), die een behavioristische en wetenschappelijk toetsbare verklaring levert voor complex menselijk gedrag, zoals taal en cognitie, humor, het gebruik van analogie, metaforen en dergelijke. Binnen de leertheorie wordt 'relational framing' naast klassieke en operante conditionering gezien als een van de manieren waarop mensen kunnen leren. Formeel is 'relational framing' operant gedrag, een hogere orde van operant leren. Tevens vormt RFT de theoretische basis voor Acceptance and commitment therapy (ACT).

## Huidige bezigheden
Hayes houdt zich op het moment bezig met het geven van lezingen over ACT en RFT, en het doen van onderzoek naar de effectiviteit van ACT als behandelmethode voor psychopathologie.

## Kritiek
De felheid waarmee Hayes zijn theoretische standpunten verdedigt roept bij onderzoekers en therapeuten uit de cognitieve gedragstherapie soms negatieve emoties op.